# Hold-up en 120 secondes
Pour les articles homonymes, voir 120 secondes.
Pour plus de détails, voir Fiche technique et Distribution.
Hold-up en 120 secondes (The Great St. Louis Bank Robbery) est un film américain réalisé par Charles Guggenheim et sorti en 1959. L'histoire est basée sur des faits réels, une tentative de hold-up à la Southwest Bank de Saint-Louis en 1953. Le film fut tourné dans la ville-même de Saint-Louis, à la fin de l'année 1957 et certains des acteurs, en particulier des policiers et des employés de la banque, jouent leur propre rôle. Steve McQueen est alors totalement inconnu car il n'a pas encore été engagé pour la série télé Au Nom de la loi qui lui assurera la célébrité.

## Synopsis
George Fowler, étudiant fauché (Steve McQueen), a pour ami Gino (David Clarke (acteur)), le frère d'Ann, son ex-petite amie (Molly McCarthy). Gino le présente à un chef de gang, Egan (Crahan Denton (en)), qui prépare minutieusement le hold-up d'une grande banque de St Louis. Egan propose à George d'être leur agent de renseignements et de conduire leur véhicule. Ann, qui est au courant des projets d'Egan, est liquidée par le gang et George se retrouve, malgré lui, activement mêlé au hold-up. L'alerte étant donnée, les gangsters se retrouvent rapidement cernés par la police dans la banque avec leurs otages, et sont abattus un à un. George, blessé, doit se rendre aux forces de l'ordre.

## Fiche technique
- Titre : Hold-up en 120 secondes
- Titre original : The Great St. Louis Bank Robbery
- Réalisation : Charles Guggenheim
- Coréalisation : John Stix
- Scénario : Richard Heffron
- Producteur : Charles Guggenheim
- Société de production: Charles Guggenheim & Associates et Columbia Broadcasting System (CBS)
- Société de distribution : United Artists
- Musique : Bernardo Segall
- Photo : Victor Duncan
- Montage : Warren Adams
- Pays d'origine : États-Unis
- Format : Noir et Blanc - 35 mm - 1,66:1 - Son : Mono (Westrex Recording System)
- Genre : Film de gangsters, drame et thriller
- Durée : 86 minutes
- Dates de sortie :
  - États-Unis : 10 septembre 1959
  - France : avril 1964

## Distribution
- Steve McQueen (VF : Jacques Thébault) : George Fowler
- David Clarke : Gino
- Molly McCarthy : Ann
- Crahan Denton : Egan